# Plaxiphora (Mercatora) mercatoris
Plaxiphora (Mercatora) mercatoris is een keverslakkensoort uit de familie van de Mopaliidae. De wetenschappelijke naam van de soort is voor het eerst geldig gepubliceerd in 1936 door Leloup.